# Église Saint-Laurent de Couillet
Pour les articles homonymes, voir Église Saint-Laurent.
L'église Saint-Laurent est un édifice religieux catholique sis au centre de Couillet, section de la ville belge de Charleroi, dans la province de Hainaut. De style roman et gothique, l'édifice actuel date, dans ses parties les plus anciennes, du IXe siècle. Plusieurs fois remaniée, l'église est classée à l'Inventaire du patrimoine immobilier de Wallonie.

## Histoire
À l’époque carolingienne (IXe siècle ou Xe siècle), est construit un premier édifice à une nef. En sont conservés les murs à la base de la tour et la tourelle actuelle.  
Au XIIe siècle et XIIIe siècle, une église romane à nef unique remplace l'édifice carolingien dont la tour et la tourelle d’accès s'appuient sur les soubassements carolingiens. 
Au XVIe siècle, l'église romane est détruite, à l’exception de la tour, et rebâtie sur des plans plus amples et en style gothique. La nef actuelle de l'église Saint-Laurent constitue un des exemples les plus purs et homogènes du gothique hennuyer. Les murs latéraux sont remplacés par des piliers et deux nefs latérales sont ajoutées. 
Le sanctuaire est  remanié au XVIIIe siècle et restauré par l'architecte Auguste Cador à la fin du XIXe siècle. Il y ajoute une touche néo-gothique et un porche. L’église est enfin restaurée de 1949 à 1950 par l'architecte carolorégien Simon Brigode.
De beaux vitraux réalisés en 1950 par Georges Boulmant prennent place dans le chœur. L'église a été classée le 25 août 1937.

## Description de l'édifice et patrimoine
L'église de Couillet est le meilleur exemple de l'école d'architecture gothique (populaire au XVIe siècle) dans la région. La tour et un fragment de la façade ouest date du XIIe ou XIIIe siècle. La voûte du cœur en bois polychrome représente le roi David, saint Jean-Baptiste, les vies et martyrs de saint Laurent de Rome et de sainte Catherine d'Alexandrie. Elle date de 1588.
Du mobilier original de l'église, subsistent un bénitier mouluré du XIIe siècle faisant office de fonts baptismaux, une statue de saint Laurent et trois fragments de retables, œuvres de la fin du XVIe siècle conservés dans le trésor de la cathédrale Notre-Dame de Tournai.
Le clocher est orné de trois cloches : Catherine, la petite de 575 Kg, bénie en 1541, la moyenne, de 980 Kg, bénie en 1670, et la grosse, d'un poids de 1 375 Kg baptisée en 1900, volée par les occupants allemands en 1943 puis remplacée en 1950.

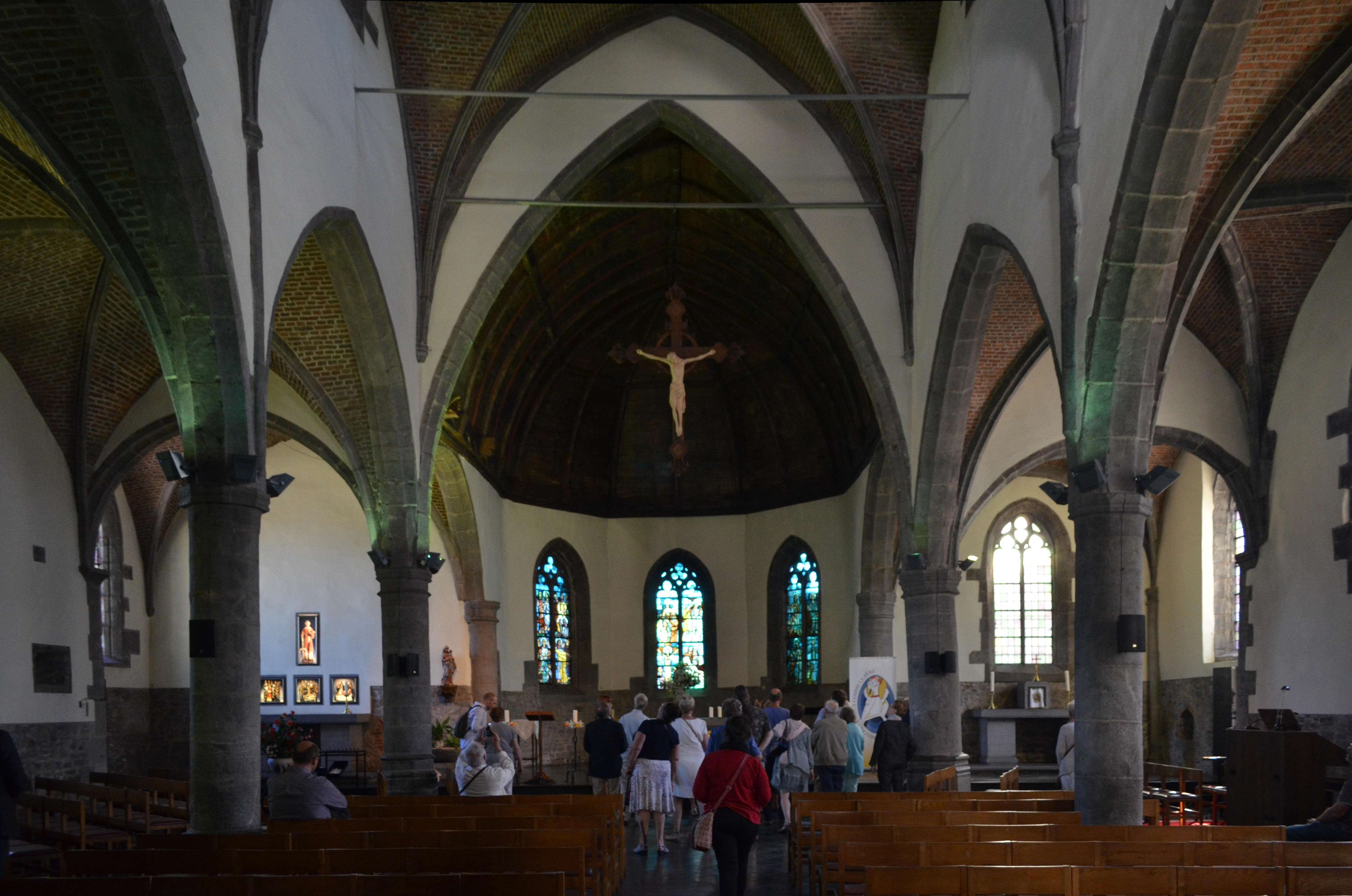
Vue d'ensemble de l'intérieur vers le chœur.
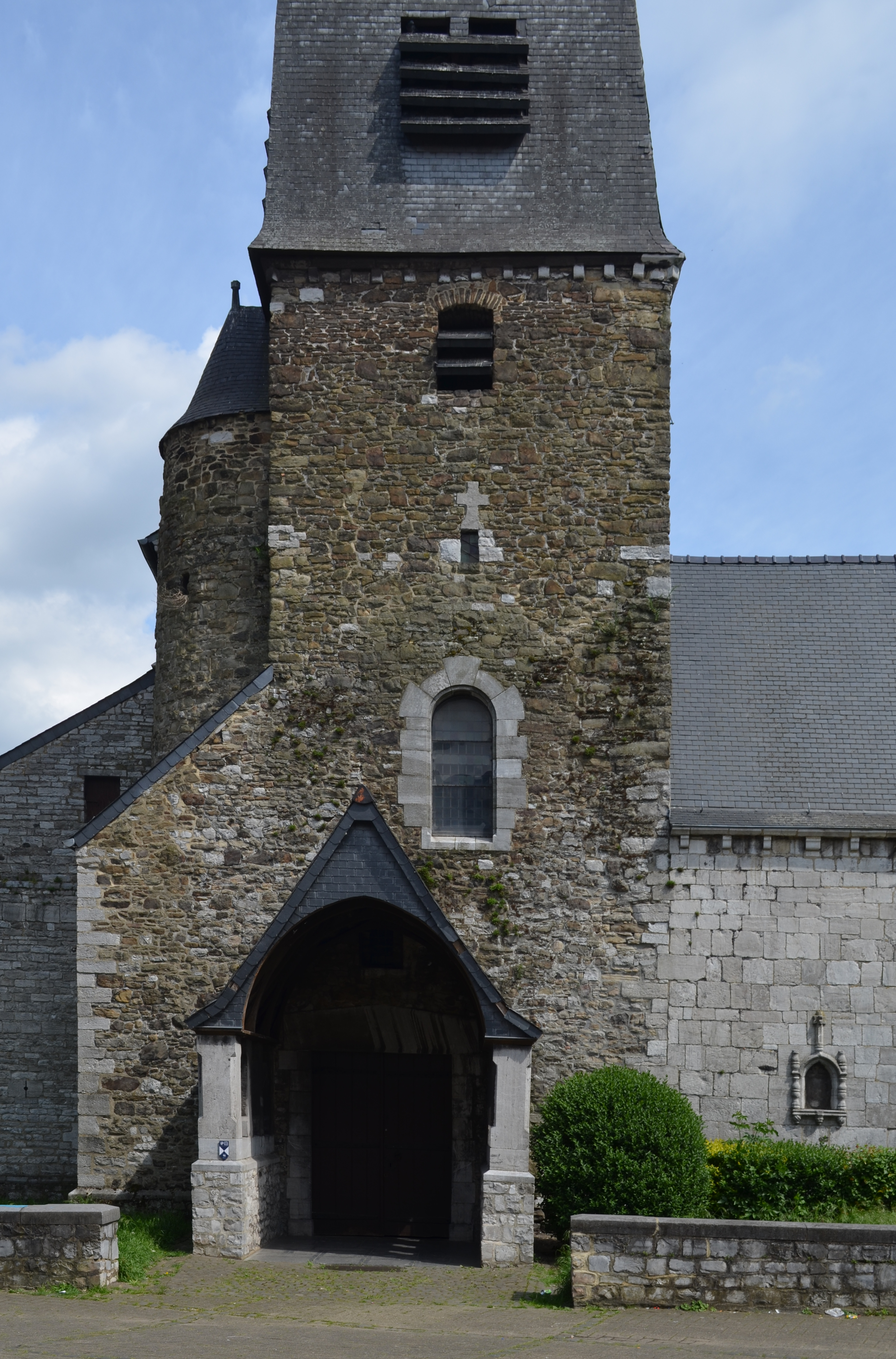
La tour dont le bas est la partie la plus ancienne subsistante de l'édifice.
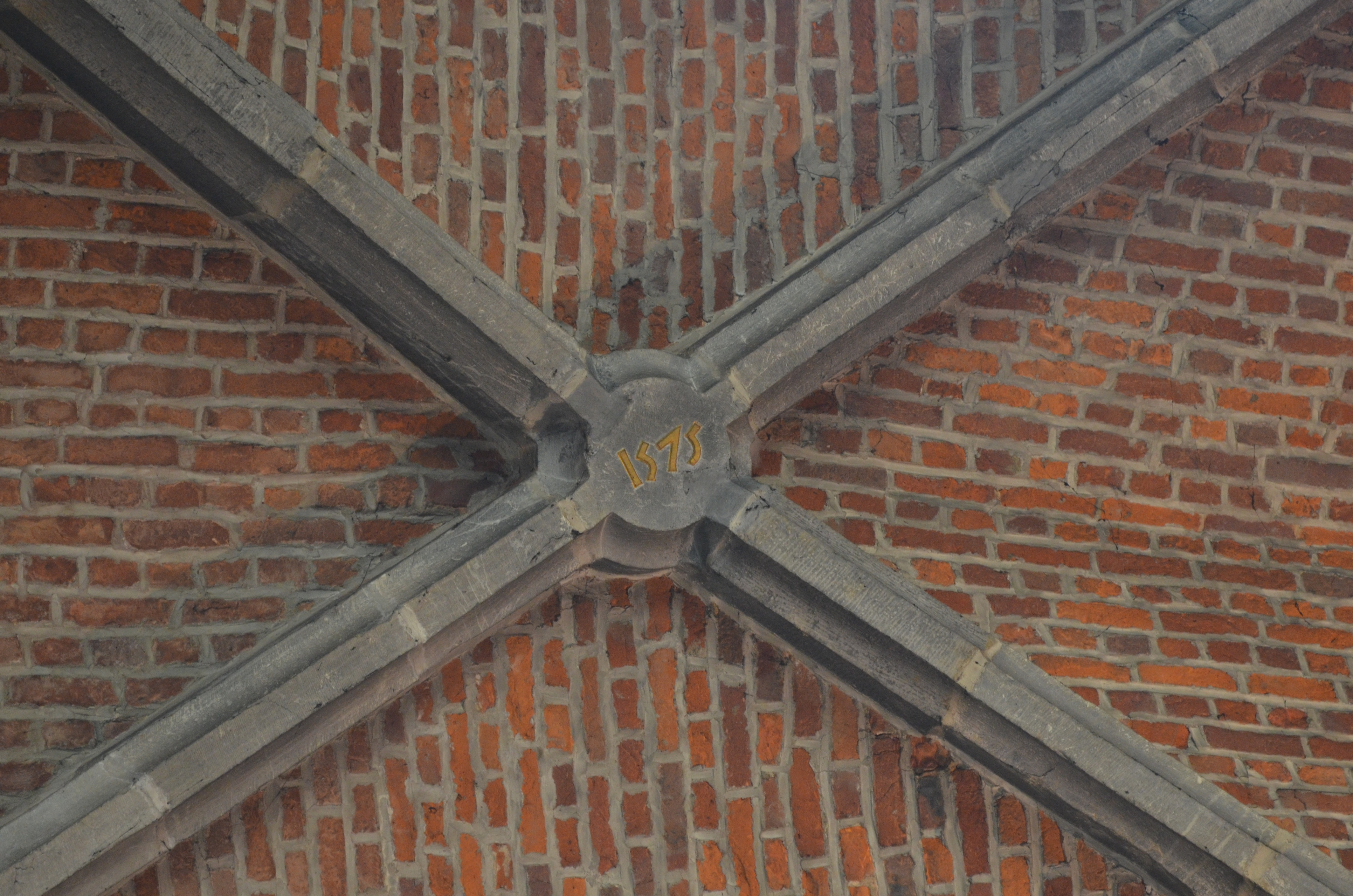
Clé de voûte du premier bas côté droit portant la date de 1575.
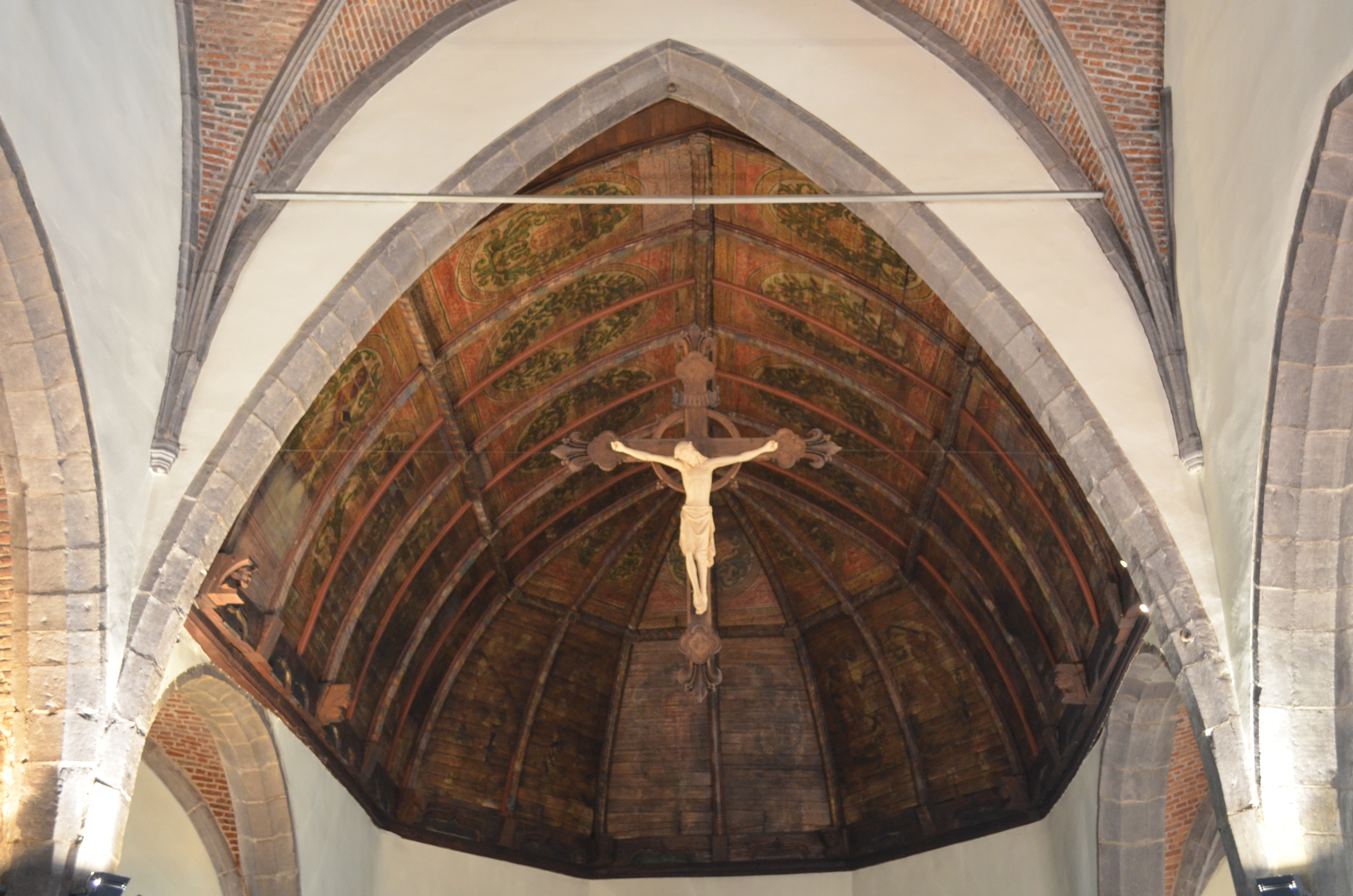
Voûte du chœur recouverte de panneaux de bois peints (1588)[4].